# Американо-израильский комитет по общественным связям
Американо-израильский комитет по общественным связям, АИКОС (англ. American Israel Public Affairs Committee, AIPAC) — американская общественная организация, целью которой является оказание влияния на проведение произраильского курса во внешней политике США. Занимает более консервативные позиции, чем её либеральный конкурент — J Street.

## История
Был создан руководителями американских еврейских организаций в 1954 году с целью обеспечить поддержку молодому еврейскому государству со стороны правительства Соединённых Штатов Америки и с тех пор постоянно способствует укреплению отношений между США и Израилем в экономической, политической и военной областях. Начав свою деятельность как одно из многочисленных лобби в конгрессе, ЭЙПАК превратился во влиятельную организацию со штаб-квартирой в Вашингтоне и местными представительствами по всей территории США. Члены ЭЙПАКа активно работают не только в конгрессе, но и в самых различных кругах общества, стремясь вовлечь как можно больше американских граждан в мероприятия по укреплению дружественных связей между Израилем и США.
В 1970-х гг. ЭЙПАК вёл активную борьбу за принятие Конгрессом так называемой поправки Джексона-Вэника, благодаря чему Советский Союз не мог получить статуса наибольшего благоприятствования в торговле с США до тех пор, пока не были сняты ограничения, препятствовавшие эмиграции советских евреев. Вместе с Национальным советом в поддержку советского еврейства ЭЙПАК призывал американских конгрессменов брать шефство над отказниками, обличать ограничения властей по отношению к еврейскому правозащитному движению.
При участии ЭЙПАКа Израиль в 1994 году получил от США экономическую и военную помощь в размере трёх млрд долларов, из которых 80 миллионов предназначались на алию. Этот фонд имеет большое значение для интеграции в израильском обществе новых репатриантов из стран бывшего Советского Союза, а также из Эфиопии. ЭЙПАК сыграл решающую роль в принятии решения о предоставлении правительством США гарантий по международным займам в 1992 году, которые должны были помочь Израилю в финансировании развития инфраструктуры, необходимой для успешной абсорбции множества репатриантов.
ЭЙПАК продолжает играть важную роль в укреплении американо-израильских отношений, в финансовой поддержке Израиля. На ежегодных политических конференциях присутствуют ведущие американские и израильские политические деятели. Так, в марте 2001 года, выступая на конференции ЭЙПАКа, недавно избранный премьер-министр Израиля А. Шарон заявил, что Израиль «не ведёт переговоры под угрозой насилия».
ЭЙПАК серьёзно повлиял на то, что, несмотря на экономический кризис в США и бюджетные сокращения на помощь другим странам, Израиль получил в 2002 году помощь от США в размере 2,76 млрд долларов (2,04 млрд на военные нужды и 720 млн. — на экономические), а в 2003 г. — 2,7 млрд долларов (2,1 млрд на военные нужды и 600 млн. — на экономические). Весной 2004 года ЭЙПАК прилагал большие усилия, чтобы убедить администрацию президента США Дж. Буша и конгресс США поддержать план израильского правительства по выводу израильских войск из сектора Газа.

## Сотрудники
- Президент — Л. Каплан.
- Исполнительный директор — Н. А. Кор.

## Критика

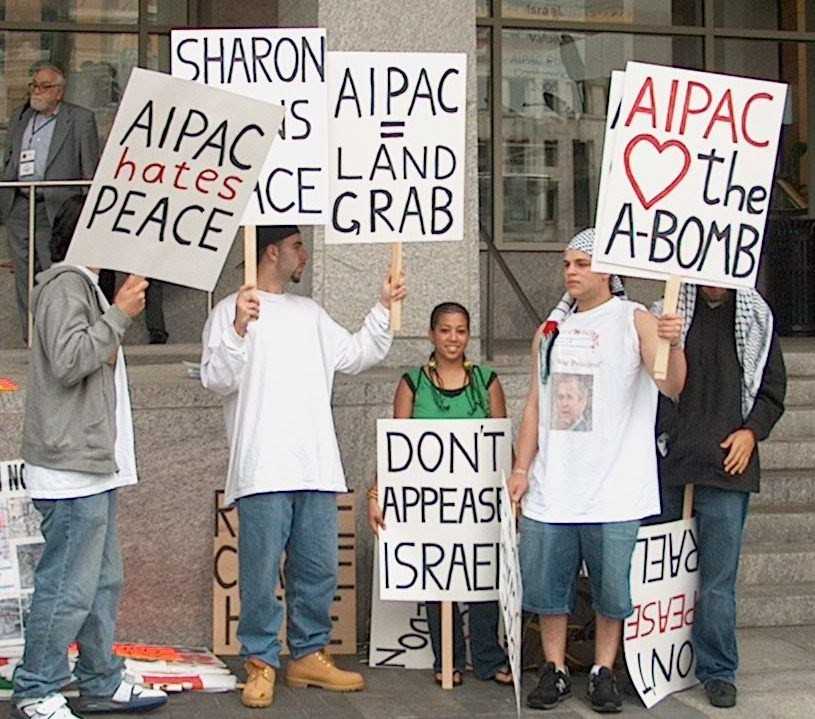
Протест в ходе конференции АЙПАК в мае 2005 года, Вашингтон. Надписи на плакатах: «АЙПАК ненавидит мир», «АЙПАК любит ядерную бомбу», «Не потакайте Израилю».

АЙПАК подвергался критике за то, что слабо представляет мнение всех американских евреев, поддерживающих Израиль, и за то, что он поддерживает только точку зрения правых израильтян и правофланговую израильскую политику.
Среди наиболее известных критических работ о деятельности АЙПАК — книга профессора Чикагского университета Джона Миршеймера и профессора Гарвардского университета Стефана Волта «Израильское лобби и внешняя политика США». В своей работе они утверждают, что АЙПАК — «наиболее мощный и хорошо известный компонент» произраильского лобби и что он искажает направление внешней политики США. Они пишут:
АЙПАК обязан своим успехом тому, что он может отблагодарить депутатов и кандидатов в Конгресс, поддерживающих его интересы, и наказать тех, кто выступает против них. … АЙПАК заботится о том, чтобы его друзья получали мощную финансовую поддержку от множества произраильских групп. Те же, кого посчитают враждебными Израилю, с другой стороны, могут быть уверены, что АЙПАК начнёт вести кампанию поддержки их политических оппонентов… Окончательный вывод в том, что АЙПАК, являющийся по сути агентом иностранного правительства, держит Конгресс США мертвой хваткой. Открытое обсуждение политики США в отношении Израиля в Конгрессе не проводится, хотя направление этой политики имеет важное значение для всего мира.
Конгрессмен от Демократической партии Джим Моран из Северной Каролины подверг АЙПАК острой критике, вызвавшей осуждение со стороны некоторых еврейских групп. В своём интервью еврейскому калифорнийскому журналу «Тиккун» он сказал, что Айпак «проталкивал [войну в Ираке] с самого начала» и «Я думаю что они вообще не представляют точку зрения основной массы американских евреев, но из-за их высокой организованности и из-за необычайной влиятельности его членов, многие из которых довольно богаты, они смогли оказать влияние».